# تپه قوریجاق ۲
تپه قوریجاق ۲ مربوط به مفرغ است و در شهرستان میانه، بخش مرکزی، دهستان کله بوز شرقی، ۱/۵ کیلومتری غرب روستای قوریجاق واقع شده و این اثر در تاریخ ۱۵ اسفند ۱۳۸۵ با شمارهٔ ثبت ۱۷۹۱۳ به‌عنوان یکی از آثار ملی ایران به ثبت رسیده است.